# Jungwon-gu
Jungwon-gu est un arrondissement (gu) de la ville Seongnam-si de la province Gyeonggi-do en Corée du Sud.

## Quartiers (dong)
Elle dispose de 11 quartiers.